# Memorial Francesc Basil
Els premis Memorial Francesc Basil, també anomenats Premis Francesc Basil, convocats en homenatge al compositor figuerenc Francesc Basil i Oliveras, han tingut 26 edicions fins al 2008. Premien sardanes originals. Per un conveni signat el 27 de maig del 1999, en les darreres edicions han estat coorganitzats per l'Ajuntament de Figueres, l'associació Amics de Francesc Basil i el Foment de la Sardana Pep Ventura. Una llista (incompleta) de guanyadors:
- 1974 Ricard Viladesau i Caner A Lloret de Mar
- 1976 Ricard Viladesau i Caner Noces de diamant
- 1978 Tomàs Gil i Membrado Honorant Francesc Basil[1]
- 1979 Josep Maria Bernat i Colomina Scala Dei
- 1980 Primer premi, desert. Es premien Ramon Vilà i Ferrer Records de Figueres, Tomàs Gil i Membrado Una vela l'horitzó i Ricard Viladesau i Caner Empordània, ex aequo[2]
- 1981 Tomàs Vislou: "Aplegats a l'aplec de Johannesburg"[3]
- 1982 Xavier Boliart i Ponsa Temps enllà[4]
- 1983 Ramon Vilà i Ferrer Cors catalans ? / Pepita Llunell i Sanahuja Jugàvem al jardí ?[5]
- 1984 Josep Prenafeta i Gavaldà El retaule de la Paeria[6]
- 1985 Ricard Viladesau i Caner Xiroia
- 1986 Josep Capell i Hernàndez Apassionada[7]
- 1987 Josep Maria Bernat i Colomina La nit[8]
- 1998 Joan Lluís Moraleda i Perxachs Un nou alè de vida
- 1999 Pau Castanyer i Bachs Puigsacalm
- 2000 Xavier Pagès i Corella Ceràunia
- 2001 Joan Lluís Moraleda A la Rambla, la Principal de la Rambla
- 2002 Pau Castanyer i Bachs Comanegra[9]
- 2003 Josep Coll i Ferrando El codolar
- 2004 Francesc Teixidó i Ponce Aigües Tortes
- 2005 Marc Timón i Barceló Tempus Fugit, ex Aequo amb Sagrada Família de Josep Capell i El trapella d'en Pau d'Albert Carbonell[10]
- 2006 Jordi Feliu i Horta Ginjòlia[11]
- 2007 Marc Timón i Barceló 100 anys de fraternitat[12]
- 2008 Marc Timón i Barceló, segon premi, i premi popular, per Un somni de color de rosella[13]